# (73382) 2002 LE8
(73382) 2002 LE8 – planetoida z pasa głównego asteroid okrążająca Słońce w ciągu 4,62 lat w średniej odległości 2,77 j.a. Odkryta 5 czerwca 2002 roku.